# 河田英典
河田 英典（かわた ひですけ、1958年 - ）は、日本の実業家。徳島県生まれ、大阪府出身。

## 経歴
1981年、大阪商業大学経営学科を卒業。日本ディジタル・イクイップメント株式会社（日本DEC）に入社。1986年、日本サン・マイクロシステムズ株式会社に入社、新規事業担当、第三営業部長、サンソフト営業部長時代、元Alphabet社とGoogle社会長の エリック・シュミットにも仕えた。1994年、日本シスコシステムズ株式会社（シスコシステムズ合同会社）に入社しサービスプロバイダ事業部長、理事、取締役に就任し日本のインターネット構築に奔走した。
2002年退任して、2003年、アトリカネットワーク株式会社社長、2004年エアスペース株式会社を設立し、社長に就任した。2006年1月、ブルーコート株式会社社長に就任、2008年ブロードバンドタワー取締役専務就任、データセンタの構築運営を行う、2011年、Calix社・ラドウェア社を経て、2017年よりネットワークセキュリティのDDoS対策世界最大のアーバーネットワークスの日本代表を務める。2021年よりセキュリティとAIのコンサルタントとしてHKファームを立ち上げIT会社への支援を行う。また、縄文から発する神社の歴史を趣味として勤しむ。

## 雑誌記事
- 変化する日本市場-Wayback Machineによりアーカイブ